# Phaeognathus hubrichti
Phaeognathus hubrichti (tên thường gọi tiếng Anh: Red Hills salamander) là một loài kỳ giông sống trên cạn tương đối lớn, đạt chiều dài 25,5 xentimét (10,0 in). Toàn thân nó có màu xám hay nâu, chân tương đối ngắn. Đây là loài lưỡng cư biểu tượng của Alabama.

## Môi trường sống
Phạm vi phân bố của P. hubrichti là một dãi đất hẹp trên hai thành hệ địa chất, dài 60 dặm (97 km) theo hướng đông-tây, rộng 10 đến 25 dặm (40 km) theo chiều bắc-nam, tại Alabama. Hai thành hệ này thuộc vùng Red Hills kế đồng bằng duyên hải Alabama. Về phía đông dãi đất này là sông Conecuh còn về phía tây là sông Alabama (Jordan và Mount 1975).
Loài này sống trong hang hốc trên sườn những hẽm núi mát mẻ, ẩm ướt.